# Elisabet Rutström

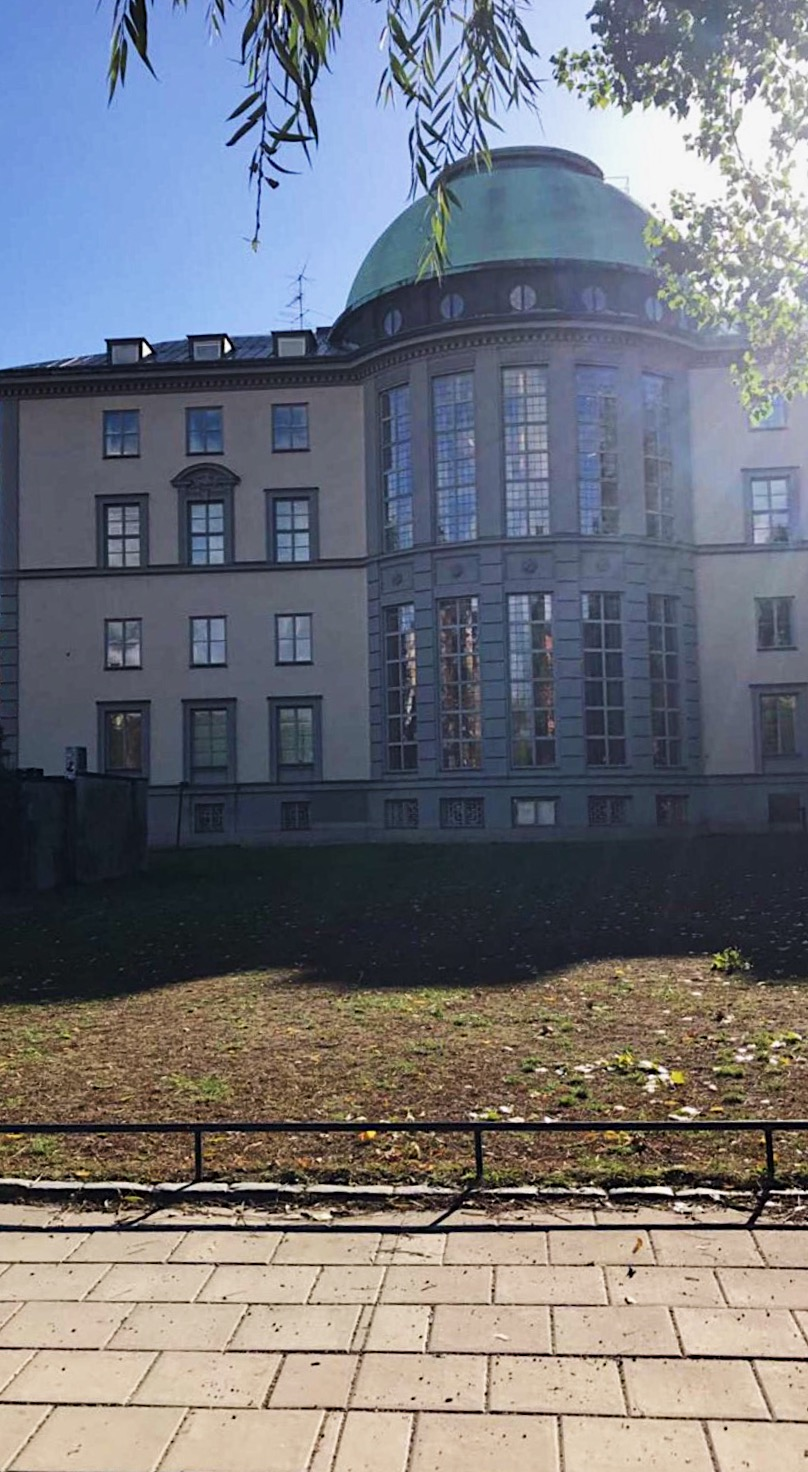
La Escuela de Economía de Estocolmo, donde Rutström estudió, dio clases y actualmente se desempeña como profesora afiliada.

Eva Elisabet Rutström es una economista experimental nacida en Suecia y una investigadora de campo consumada sobre la toma de decisiones individuales y los comportamientos grupales interactivos. Durante los últimos 40 años ha trabajado como profesora e investigadora en universidades de Canadá, Estados Unidos y Suecia. Actualmente se desempeña como directora del programa de experimentos de campo en el Robinson College of Business de la Universidad Estatal de Georgia.

## Formación
Elisabet Rutström se graduó en la Escuela de Economía de Estocolmo en 1981, con una Licenciatura en Economía y Administración de Empresas. En 1990, recibió su doctorado en economía, también de la Escuela de Economía de Estocolmo, y completó su tesis sobre “La economía política del proteccionismo en Indonesia”.
Durante su tiempo en la citada Escuela recibió varias becas, incluida la Beca L. Fraenckel & C. Silfven para Estudios en el Extranjero (1983–84) y la Beca para Investigaciones en el Extranjero (1984–85). Rutström también trabajó como asistente de enseñanza desde 1980-1983 y como asistente de investigación en varios proyectos en 1980, 1983 y el periodo 1985-87.

## Carrera profesional
Rutström comenzó su carrera como profesora de economía introductoria e intermedia en la Escuela de Economía de Estocolmo de 1980 a 1983. Siguió trabajando como profesora en la Universidad de Western Ontario durante un año en 1984. Posteriormente, entre 1988 y 1990 impartió clases en la Universidad de Nuevo México. Luego fue profesora asociada en la Universidad de Carolina del Sur de 1991 a 2004. Durante este tiempo fue consultora de la Oficina de Investigación Naval para experimentos relacionados con los atributos de elección y consultora del Banco Mundial sobre el tema de la liberalización comercial en Túnez, Marruecos y Argelia. En 2004, se convirtió en profesora a tiempo completo en el departamento de economía de la Universidad de Florida Central. Desde 2010 pasó los siguientes seis años como profesora en la Universidad Estatal de Georgia, concluyendo en 2016. A lo largo de su carrera, ha impartido una variedad de cursos que van desde introducción a la microeconomía, teoría de juegos y MBA en economía de gestión.

### Actividad actual
En este momento, Rutström actúa principalmente como investigadora para su empresa independiente Rutström Research Analytics.
Desde 2016, Rutström se ha desempeñado como directora del programa en el Centro de Análisis de Riesgo Económico (CEAR) de la Universidad Estatal de Georgia. Mientras estuvo allí, participó en un equipo que abogó con éxito por representaciones de muestra adecuadas en Dinamarca.
Rutström también es profesora honoraria en la Universidad de Ciudad del Cabo, profesora invitada en la Universidad de Örebro y profesora afiliada en su alma mater, la Escuela de Economía de Estocolmo.

## Investigación
Rutström ha realizado investigaciones notables tanto en experimentos de laboratorio como de campo. Sus investigaciones más populares se centran en la aversión al riesgo, la actitud y las preferencias.
Ha publicado en más de 45 revistas académicas, así como numerosos libros y monografías. En general, su trabajo ha sido citado en 9.566 artículos y documentos de trabajo.
Rutström ha recibido el premio del Editor de Economía Experimental al mejor artículo publicado en los volúmenes 11 y 12, y el premio European Economic Review al mejor artículo publicado (2014).
En la Universidad Estatal de Georgia, Rutström está trabajando actualmente en un documento con Arianna Galliera que se centra en las decisiones de gestión de riesgos que toman las familias que viven en Atlanta. El estudio, titulado “No queda nada que perder”: actitudes frente al riesgo entre los hogares vulnerables, examina cómo las familias con recursos financieros limitados manejan los riesgos asociados con las finanzas y la salud. Una lista completa de sus investigaciones actuales incluyen la toma de decisiones bajo riesgo e incertidumbre, las carteras de riesgo de hogares pobres, las respuestas a los precios de congestión, la aceptabilidad de la atención prenatal formal en Pakistán y las percepciones de inflación.

## Publicaciones seleccionadas
- Andersen, Steffen, Glenn W. Harrison, Morten I. Lau y E. Elisabet Rutström, “Obtención de múltiples formatos de listas de precios”, Experimental Economics, 9 (4), 2006, 383-405.
- Andersen, Steffen, Glenn W. Harrison, Morten I. Lau y E. Elisabet Rutström, “Eliciting Risk and Time Preferences” , Econometrica, (76) 3, mayo de 2008, 583-618.
- Cummings, Ronald G., Glenn W. Harrison y E. Elisabet Rutström, "Valores locales y encuestas hipotéticas: ¿Es compatible el incentivo del enfoque de elección dicotómica?" , American Economic Review, 85 (1), marzo de 1995, 260-266.
- Harrison, Glenn W. y E. Elisabet Rutström, "La aversión al riesgo en el laboratorio", en JC Cox y GW Harrison (eds. ), Aversión al riesgo en experimentos (Bingley, Reino Unido: Emerald, Investigación en economía experimental, Volumen 12, 2008).
- Harrison, Glenn W., Morten I. Lau y E. Elisabet Rutström, “Estimación de actitudes frente al riesgo en Dinamarca”, Scandinavian Journal of Economics, 109 (2), junio de 2007, 341-368.

### "Obtención mediante el uso de varios formatos de lista de precios"
Rutström ayudó a realizar un análisis del formato de una lista de precios múltiples para determinar si sirve como método apropiado para determinas una elección individual y la preferencia de riesgo. El formato de lista de precios múltiples es un procedimiento simple en el que se pide a los participantes que respondan sí o no a una variedad de precios de un producto básico y, al hacerlo, revelen su disposición a pagar. Tradicionalmente, el formato de lista de precios múltiples ha tenido tres posibles defectos: respuestas de intervalo, capacidad de cambiar las respuestas entre precios y efectos de encuadre. Después de manipular el formato de lista de precios tradicional, Rutström et al. pudieron mitigar la mayoría de los efectos de encuadre (tendencia a moverse hacia la opción de precio medio) y reducir una parte de los efectos de ordenamiento. Se determinó que los efectos de ordenación aún presentes eran el resultado de un error humano y la posibilidad de una curva de aprendizaje a medida que avanzaban más hacia abajo en las respuestas. En general, descubrieron que al manipular pequeñas características del formato de lista de precios múltiples, se podría mejorar para proporcionar resultados más precisos sobre la preferencia de riesgo. Estas listas deben diseñarse específicamente para cada población única, debido a los diferentes resultados entre los grupos. Al obtener las tasas de descuento, se encontró que los resultados eran más consistentes y no era necesario el mismo nivel de manipulación de formato.

### "Obtención de preferencias de riesgo y tiempo"
En este artículo de 2008, Rutström formó parte de un grupo de investigadores que llevaron a cabo experimentos en Dinamarca para plantear conjuntamente preferencias de tiempo y riesgo en los participantes. Al aislar estas preferencias en experimentos separados, determinaron que al examinar la utilidad de un individuo, las tasas de descuento no son lineales como se suponía anteriormente. Al contabilizar a los participantes que son reacios al riesgo en lugar de neutrales al riesgo, las tasas de descuento resultantes fueron significativamente más bajas. Esto se produce en un individuo, en respuesta a la diferencia en la compensación entre la optimización a largo plazo y la tentación a corto plazo. Recomienda que los experimentos que involucren preferencia temporal deberían considerar conjuntamente la preferencia de riesgo para obtener una tasa de descuento más apropiada.

### "¿Es compatible el incentivo con el enfoque de elección dicotómica?"
En este artículo, Rutström et al. examinan si el uso del método de elección dicotómica con preguntas compatibles con incentivos da como resultado una voluntad de pago precisa. El supuesto detrás de la teoría es que los individuos responderán a una pregunta hipotética con la misma respuesta que a una pregunta idéntica con consecuencias económicas reales. Utilizando su propio conjunto de preguntas compatibles con incentivos, los resultados mostraron que las respuestas reales y las hipotéticas eran significativamente diferentes y no pudieron confirmar que esta teoría sobre la compatibilidad de la elección dicotómica pudiera confirmarse razonablemente. Estos resultados se mantuvieron válidos para diferentes formatos de preguntas y en todos los datos demográficos evaluados, incluidos los que no eran estudiantes.

### "Aversión al riesgo en el laboratorio"
En colaboración con Glenn W. Harrison, Rutström examinaba la suposición popular de que los participantes son neutrales al riesgo en los experimentos y las implicaciones de alterar esta suposición. Se realizaron experimentos para estimar las diferentes actitudes de riesgo de los individuos de tal manera que se aislara la preferencia de riesgo en el laboratorio de otros factores. Se descubrió que la mayoría de los participantes se comportan como reacios al riesgo, unos pocos como neutrales al riesgo y casi ninguno como proclible al riesgo. Se determinó que los niveles de aversión se correlacionaban con las características observables de los participantes. Debido a que la preferencia por el riesgo está presente en muchos experimentos económicos, Harrison y Rutström argumentan que la medición y aplicación adecuadas de estas actitudes deben llevarse a cabo en todos los casos aplicables. Aunque diferentes métodos pueden proporcionar resultados ligeramente diferentes, creen que existen métodos confiables que pueden brindar información valiosa sobre la aversión al riesgo.

### "Estimación de las actitudes frente al riesgo en Dinamarca"
Junto con otros tres investigadores, Rutström realizó un experimento de campo para analizar cómo grupos de diferentes características sociodemográficas difieren en sus actitudes hacia el riesgo. Utilizando una muestra cuidadosamente seleccionada en un procedimiento de seis pasos, en el que analizaron a 253 personas de entre 19 y 75 años, que representaban según ellos fielmente a la población danesa. Con base en sus hallazgos, llegaron a la conclusión de que, en su conjunto, los daneses deberían caracterizarse como reacios al riesgo, en lugar de neutrales al riesgo. Ciertos grupos sociodemográficos también mostraron diferentes niveles de preferencia por el riesgo. En particular, las personas mayores de 40 años y las que tenían un mayor nivel educativo mostraron una mayor aversión al riesgo.

## Participación académica y comunitaria
A lo largo de su carrera docente, Rutström se ha actuado como supervisora de tesis doctorales durante más de 20 años, incluida la supervisión de diez tesis de maestría y de honores. Entre 2005 y 2009, también trabajó como editora asociada de la revista European Economic Review.
En dos ocasiones, Rutström ha formado parte de la junta de organizaciones importantes a lo largo de su carrera. Durante su tiempo en la Universidad de Carolina del Sur, fue miembro de la junta y presidenta de la Unión Estadounidense de Libertades Civiles (ACLU) de Carolina del Sur, en 1999 y de 2000 a 2002, respectivamente. Además, actuó como miembro de la junta del Heifetz International Music Institute (2003-2008), una organización sin fines de lucro que ayuda a apoyar las carreras de músicos jóvenes y de talento.